# Cristie Kerr
Cristie Kerr (Miami, 12 oktober 1977) is een Amerikaanse golfprofessional. Ze debuteerde in 1997 op de LPGA Tour.

## Loopbaan
In de jaren negentig won Creamer tijdens haar golfcarrière bij de amateurs enkele regionale toernooien bij de American Junior Golf Association, een Amerikaanse golfbond bij de junioren. Ze studeerde af op de Miami Sunset High School in West Kendall, Florida. In april 1995 won ze als een amateur de Ironwood Futures Classic, een golftoernooi op de Futures Tour.
In 1996 werd ze golfprofessional. Na haar studie golfte ze op de Futures Tour en de Players West Tour. Ze boekte geen successen, maar kwalificeerde op het einde van het golfseizoen voor de LPGA Tour in 1997.
In 1997 debuteerde Kerr op de LPGA Tour waar ze zes jaar later, in 2002, haar eerste LPGA-zege behaalde door de Longs Drugs Challenge te winnen. Op 1 juli 2007 behaalde ze haar tiende LPGA-zege en tevens haar eerste major door het US Women's Open te winnen. In juni 2010 behaalde ze haar tweede major door het winnen van het LPGA Championship.
Tussendoor won ze samen met haar twee LPGA-golfsters meermaals de Wendy's 3-Tour Challenge, een officieus golftoernooi voor teams met drie deelnemers van de PGA Tour, de LPGA Tour en de Champions Tour.
Kerr was ook meermaals onderdeel van het Amerikaanse golfteam op de Solheim Cup en de International Crown en tevens van het internationale team op de Lexus Cup.

## Persoonlijk leven
Kerr is ook actief betrokken voor het verzamelen van geld voor borstkankeronderzoeken. Hiervoor kreeg ze in 2006 de LPGA Komen Award, een prijs van de LPGA en de Susan G. Komen Breast Cancer Foundation. Per birdie die ze maakt op elke golftoernooi doneert ze $50 aan de borstkankerorganisatie. Het begon allemaal in 2003 nadat bij haar moeder borstkanker werd vastgesteld.

## Prestaties

### Professional
LPGA Tour
| Nr. | Datum             | Toernooi                                | Score           | Score | Info                                                     |
| --- | ----------------- | --------------------------------------- | --------------- | ----- | -------------------------------------------------------- |
| 1   | 21 april 2002     | Longs Drugs Challenge                   | 66-72-67-75=280 | –8    |                                                          |
| 2   | 17 april 2004     | LPGA Takefuji Classic                   | 69-67-73=209    | –7    | Won de play-off van Jeon Seol-an                         |
| 3   | 20 juni 2004      | ShopRite LPGA Classic                   | 66-68-68=202    | –11   |                                                          |
| 4   | 5 september 2004  | State Farm Classic                      | 69-63-63-69=264 | –24   |                                                          |
| 5   | 8 mei 2005        | Michelob ULTRA Open at Kingsmill        | 68-68-68-72=276 | –8    |                                                          |
| 6   | 28 augustus 2005  | Wendy's Championship for Children       | 68-67-66-69=270 | –18   |                                                          |
| 7   | 7 mei 2006        | Franklin American Mortgage Championship | 67-69-66-67=269 | –19   |                                                          |
| 8   | 13 augustus 2006  | CN Canadian Women's Open                | 67-70-74-65=276 | –12   |                                                          |
| 9   | 10 september 2006 | John Q. Hammons Hotel Classic           | 70-61-68=199    | –14   |                                                          |
| 10  | 1 juli 2007       | US Women's Open                         | 71-72-66-70=279 | –5    |                                                          |
| 11  | 24 augustus 2008  | Safeway Classic                         | 71-67-65=203    | –13   | Won de play-off van Helen Alfredsson en Sophie Gustafson |
| 12  | 10 mei 2009       | Michelob ULTRA Open at Kingsmill        | 69-63-66-70=268 | –16   |                                                          |
| 13  | 13 juni 2010      | LPGA State Farm Classic                 | 67-67-63-69=266 | –22   |                                                          |
| 14  | 27 juni 2010      | LPGA Championship                       | 68-66-69-66=269 | –19   |                                                          |
| 15  | 11 november 2012  | Lorena Ochoa Invitational               | 67-69-67-69=272 | –16   |                                                          |
| 16  | 5 mei 2013        | Kingsmill Championship                  | 66-71-66-69=272 | –12   | Won de play-off van Suzann Pettersen                     |
| 17  | 29 maart 2015     | Kia Classic                             | 67-68-68-65=268 | –20   |                                                          |

| major |

Futures Tour
| Nr. | Datum        | Toernooi                 | Score     | Score | Info            |
| --- | ------------ | ------------------------ | --------- | ----- | --------------- |
| 1   | 3 april 1995 | Ironwood Futures Classic | 71-67=138 | –6    | Als een amateur |

Overige zeges
| Jaar | # | Toernooi(en)                                                     |
| ---- | - | ---------------------------------------------------------------- |
| 2004 | 1 | Wendy's 3-Tour Challenge (met Grace Park & Juli Inkster)         |
| 2007 | 1 | Wendy's 3-Tour Challenge (met Natalie Gulbis & Morgan Pressel)   |
| 2009 | 1 | Wendy's 3-Tour Challenge (met Natalie Gulbis & Suzann Pettersen) |
| 2010 | 1 | Notah Begay III Foundation Challenge (met Hunter Mahan)          |
| 2011 | 1 | Notah Begay III Foundation Challenge (met Hunter Mahan)          |
| 2013 | 1 | Wendy's 3-Tour Challenge (met Natalie Gulbis & Stacy Lewis)      |

## Teamcompetities
Amateur
- Curtis Cup ( USA): 1996

Professional
- Solheim Cup ( USA): 2002 (winnaars), 2003, 2005 (winnaars), 2007 (winnaars), 2009 (winnaars), 2011, 2013
- Lexus Cup (Internationale Team): 2007, 2008 (winnaars)
- World Cup ( USA): 2006
- International Crown ( USA): 2014